# Julodischema
Julodischema là một chi bọ cánh cứng trong họ 
Elateridae.
Chi này được miêu tả khoa học năm 1857 bởi Thomson.

## Các loài
Chi này có các loài:
- Julodischema lacordairei Thomson, 1857